# Gare de Sant’Ambroggio
Gare de Sant'Ambroggio vasútállomás Franciaországban, Lumio településen.

## Vasútvonalak
Az állomást az alábbi vasútvonalak érintik:
- Ponte-Leccia-Calvi-vasútvonal

## Kapcsolódó állomások
A vasútállomáshoz az alábbi állomások vannak a legközelebb:
- Gare d’Algajola
- Gare du Club-Med Cocody